# Tristão da Cunha
Tristão da Cunha (ca. 1460 – ca. 1540), 1.º Senhor de Gestaçô e de Panóias, foi cavaleiro do conselho d'El-Rei D. Manuel I, explorador português e comandante naval. Foi nomeado, em 1504, o primeiro vice-rei e governador da Índia Portuguesa, mas não chegou a ocupar o cargo por motivos de cegueira temporária, ocupando-o D. Francisco de Almeida.

## Biografia
Em 1506, foi nomeado comandante da frota de 10 navios de carga, sob a qual seguia também o 2.º Governador da Índia, Afonso de Albuquerque, seu primo segundo, que tinha a seu cargo uma esquadra com outros quatro navios, que operaram ao longo da costa este de África e nas Índias.  
Nesta viagem Tristão da Cunha descobriu um grupo de ilhas remotas no sul do Oceano Atlântico, a 2816 km (1750 milhas) da África do Sul. Apesar do mar revolto ter impedido a aportagem, nomeou a ilha principal que permanece até hoje com o seu nome, no arquipélago de Tristão da Cunha.
Mais tarde desembarcou em Madagáscar. No estreito de Moçambique socorreu o seu amigo João da Nova e recuperou  a nau Frol de la mar, juntando-os à sua armada, na Brava reduziu o poder árabe, Barawa e conquistou Socotorá com Afonso de Albuquerque, iniciando a construção de uma fortaleza. Chegado à Índia em Agosto de 1507, distinguiu-se em diversas ações como o apoio decisivo no cerco de Cananor, e prestou auxílio ao vice-rei D. Francisco de Almeida derrotando a frota do Samorim de Calecute em Novembro, após o que regressou ao reino com a frota carregada.

### Embaixada ao Papa Leão X

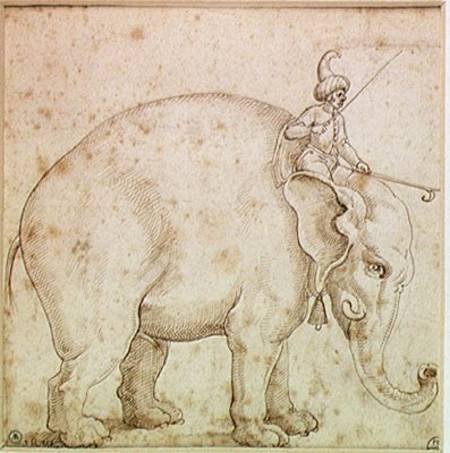
Elefante Hanno e o seu mahout. Caneta e tinta, Museu das Belas-Artes de Angers.

Em 1514 foi mandado a Roma como embaixador ao papa Leão X, tendo como seu secretário Garcia de Resende.
A embaixada faustosíssima que comandava, acompanhado por Diogo Pacheco e João de Faria,  percorreu as ruas da cidade numa extravagante procissão, a 12 de março de 1514, onde se viam animais selvagens das colónias e riquezas das Índias. O cortejo trazia um elefante como presente para o papa, a que este deu o nome Hanno), e que durante quase 3 anos foi sua mascote. Vinham também dois leopardos, uma pantera, alguns papagaios, perus raros e cavalos indianos. Hanno carregava um palanque de prata no seu dorso, em forma de castelo, contendo um cofre com os presentes reais, entre os quais paramentos bordados com pérolas e pedras preciosas, e moedas de ouro cunhadas para a ocasião.
O papa recebeu o cortejo no Castelo de Santo Ângelo. O elefante ajoelhou-se três vezes em sinal de reverência e depois, obedecendo a um aceno do seu mahout (tratador) indiano, aspirou a água de um balde com a tromba e espirrou-a sobre a multidão e os cardeais.
Para a mesma ocasião viria um rinoceronte, que seria retratado por Albrecht Dürer em uma famosíssima xilografia. Apesar de nunca o ter visto, o artista baseara-se numa descrição extremamente precisa do animal. O barco com o rinoceronte terá naufragado ao mesmo tempo que Hanno chegava de Lisboa.

## Dados genealógicos
O túmulo de Tristão da Cunha encontra-se no convento de Nossa Senhora da Encarnação do século XVII em Olhalvo (no município de Alenquer).
Ele era filho de Nuno da Cunha o «Velho»  e da sua mulher, da qual foi o primeiro marido, Catarina de Albuquerque, filha de Luís Álvares Pais e da sua mulher Teresa de Albuquerque, e irmão de Joana de Albuquerque, mulher de Lopo Soares de Albergaria, 3.º Governador da Índia.
Casou com:
- D. Antónia Pais ou D. Antónia Albuquerque, filha de Pêro Gonçalves, secretário de D. Afonso V (de 1449 a 1464) e de sua mulher Leonor Pais[4].

Tiveram, entre outros filhosː
- Nuno da Cunha, 2.º senhor de Gestaçô e Panóias, 9.º governador da Índia em 1529, casado a 1.ª vez com Maria da Cunha e a 2.ª vez com Isabel da Silveira ou de Vilhena. Com geração, de ambos os casamentos;
- Simão da Cunha,  trinchante-mor de D. João III e general do mar da Índia, casado com Isabel da Grã. Com geração;
- Pedro Vaz da Cunha, estribeiro-mor de D. João III, casado com Beatriz da Silva, filha de André de Sousa, senhor de Miranda e alcaide mor de Arronches. Com geração.